# Zustand und Gelände
Zustand und Gelände ist ein 2019 erschienener deutscher Dokumentarfilm der Regisseurin Ute Adamczewski. Der Film setzt sich mit der Frühphase der nationalsozialistischen Verfolgung und deren Entwicklung auseinander. Erstmals gezeigt wurde der Film am 30. Oktober 2019 beim DOK Leipzig, bevor er am 17. Juni 2021 in die deutschen Kinos kam.

## Handlung
Im Frühjahr 1933, nach dem Erlass des sogenannten „Schutzhaftgesetzes“, der „Verordnung zum Schutz von Volk und Staat“, inhaftierten die Nationalsozialisten über 200.000 politische Gegner in sogenannten „wilden Lagern“. Diese Lager dienten nicht nur der Internierung, sondern auch der Zwangsarbeit, Folter und dem Mord und gelten als Vorläufer des späteren Konzentrationslagersystems. Der Begriff „wild“ deutet jedoch keineswegs auf Chaos oder Gesetzlosigkeit hin. Die Lager waren klar organisiert, und die Häftlinge setzten sich vor allem aus Kommunisten, Sozialdemokraten, Gewerkschaftern sowie vereinzelt Zeugen Jehovas und Juden zusammen.
Der Film zeigt Orte, die während der frühen nationalsozialistischen Herrschaft zentrale Schauplätze der Unterdrückung und Gewalt waren. Die SA betrieb diese Lager unter Mitwirkung von Polizei, Kommunalverwaltungen und anderen Institutionen. Oft befanden sie sich in öffentlichen Gebäuden wie Sporthallen, Schlössern oder Gaststätten. Die Verbreche fanden häufig unter den Augen der lokalen Bevölkerung statt: So richtete die SA im Volkshaus des sächsischen Reichenbach, das direkt am zentral gelegenen Marktplatz lag, einen Vernehmungsraum ein. Dort wurden Inhaftierte brutalen Verhörmethoden ausgesetzt, von denen einige nicht überlebten. Anwohnende beschwerten sich über die nächtlichen Schreie, die bis auf den Marktplatz zu hören waren. Als Reaktion spendete die ortsansässige NS-Frauenschaft ein „dickes Federkissen, etwa 50 Zentimeter im Quadrat“, mit dem die Schreie der Opfer unterdrückt werden sollten, indem ihre Gesichter hineingedrückt wurden.
Im Fokus der Aufnahmen steht der Freistaat Sachsen, wo die Arbeiterbewegung gut organisiert war und die NSDAP großen Zulauf hatte. Über verschiedene Zeitebenen hinweg, wird die Geschichte dieser Orte, beginnend im Jahr 1933 bis hinein in das Jahr 2011 nachvollziehbar. Zeitgenössische Bilder der Orte werden von gesprochenen Texten begleitet, die Archivmaterialien, behördliche Korrespondenzen, Berichte von Zeitzeugen und literarische Publikationen zitieren. Diese Zeitebenen verdeutlichen die Überformungen durch nachfolgende Generationen, die diese Orte immer wieder neu interpretierten und umnutzten. Die Verbrechen, an die heute teilweise durch Gedenktafeln erinnert wird, sind einem Wandel der Erinnerungskultur unterworfen. Während sowjetische Monumente in der DDR eine Erinnerungskultur etablierten, die sich ausschließlich auf „aktive Opfer des Faschismus“ konzentrierte und andere Perspektiven ausblendete, wurden diese nach der Wiedervereinigung stark verändert oder entfernt. 
Abschließend thematisiert der Film die gegenwärtige politische Auseinandersetzung mit rechtsextremen Bewegungen im Vogtland und anderen Regionen Sachsens. Dazu gehört auch die rechtsextreme Terrorzelle des Nationalsozialistischen Untergrunds (NSU), deren Netzwerk 2011 in Zwickau aufflog. 

## Hintergründe und Produktion
Ute Adamczewski ist eine Berliner Video- und Filmemacherin, deren Arbeiten international in renommierten Institutionen wie der Architektur-Biennale Venedig, der Shanghai Kunstbiennale und der Pinakothek der Moderne in München gezeigt wurden. Ihre Werke, darunter Neue Ordnung (2013) und La Ville Radieuse Chinoise (2015), entstanden in Zusammenarbeit mit den KW Institute for Contemporary Art in Berlin. Mit ihrem ersten Dokumentarfilm, Zustand und Gelände, gewann sie die Goldene Taube beim DOK Leipzig und den ver.di-Solidaritätspreis.
Adamczewski wollte in Zustand und Gelände „Strukturen der Ausgrenzung und Gewalt in einer geschichtlich aufgeladenen Landschaft sichtbar machen“, erklärte sie bei der Premiere in Leipzig
Der Film Zustand und Gelände wurde erstmals am 30. Oktober 2019 beim DOK Leipzig uraufgeführt und startete am 17. Juni 2021 in den deutschen Kinos.

## Rezensionen
Sabine Horst schrieb für das Zeit-Magazin: „Zustand und Gelände ist ein Film ohne „Protagonisten“, ohne den personalisierten narrativen Drive, der im Journalismus und in den Dokumentarfilmsparten des Fernsehens heute gefragt ist.  Was in Sachsen geschah, entfaltet sich in Auszügen aus behördlichen Briefwechseln, An- und Verordnungen, Zeitungsartikeln, Tagebüchern und literarischen Texten, die die Schauspielerin Katharina Meves aus dem Off einspricht. Diese Texte sind präzise und sachlich – selbst in den Schilderungen der Gewalttaten, die weniger politische Ranküne als den im Psychologischen verankerten Sadismus des soldatischen Mannes verraten, den Klaus Theweleit in seinem Buch Männerphantasien beschrieben hat.“
Das Programmkino Thalia: „Auge und Ohr werden voneinander getrennt, die Gegenwart der Orte im Bild trifft auf deren Nutzung und Deutung in diversen, historischen Schichten im Ton. So erzählt Zustand und Gelände nicht nur von Orten, die im Nationalsozialismus gleich zu Beginn Teil einer netzartigen faschistischen Infrastruktur wurden, sondern die später - nach dem Zweiten Weltkrieg, nach dem Ende der DDR, in der gesamtdeutschen Gegenwart der NSU - umkämpfte Räume einer Deutungshoheit von Geschichte und Legitimation politischer Linien wurden. Daraus entsteht das drückende Gefühl eines Insistierens der Vergangenheit auf eine Gegenwart, wird Geschichte als Ge-schichtetes begreifbar, in jedem Bild potenzieren sich die Zeitpunkte und Zeiträume und beharren auf ihr Jetzt.“
Filmkritik von Simon Hauck für die Kino-Zeit: „Mittels aufrüttelnder Tagebucheinträge, bürokratisch eiskalter Ortsregistervermerke, die Assoziationen zu Victor Klemperers Sprachanalyse des Dritten Reichs („LTI – Notizbuch eines Philologen“) wecken, oder Auszügen aus mahnenden Erinnerungsprotokollen einiger Überlebender verschränken sich Minute um Minute Zeit(en) und Ort(e) in kongenialer Weise bis in die 2010er Jahre hinein. Somit gelingt Ute Adamczewski, Ironie der Geschichte, mit ihrem essayistischen Großkaliber Zustand und Gelände in der Summe exakt das, was sich die radikalen Pegida-Gründer Lutz Bachmann und Kathrin Oertel einst auf ihre geistig verqueren Fahnen geschrieben hatten: die „Förderung politischer Wahrnehmungsfähigkeit“ anzustacheln und die Schaffung „politischen Verantwortungsbewusstseins“ voranzutreiben. Gerade und erst recht unter Sachsens gar nicht heimeligen Giebeldächern und in allzu idyllisch wirkenden Wanderlokalen.“

## Auszeichnungen und Nominierungen
- 2022: Preis der deutschen Filmkritik
- 2020: Preis der deutschen Filmkritik, Bester Dokumentarfilm, Achtung Berlin
- 2019: Golden Dove German Competition Long Documentary and Animated Film, DOK Leipzig
- 2019: ver.di Prize for Solidarity, Humanity and Fairness, DOK Leipzig
- 2019: First Film Prize – FIDMarseille